# معماری صفوی

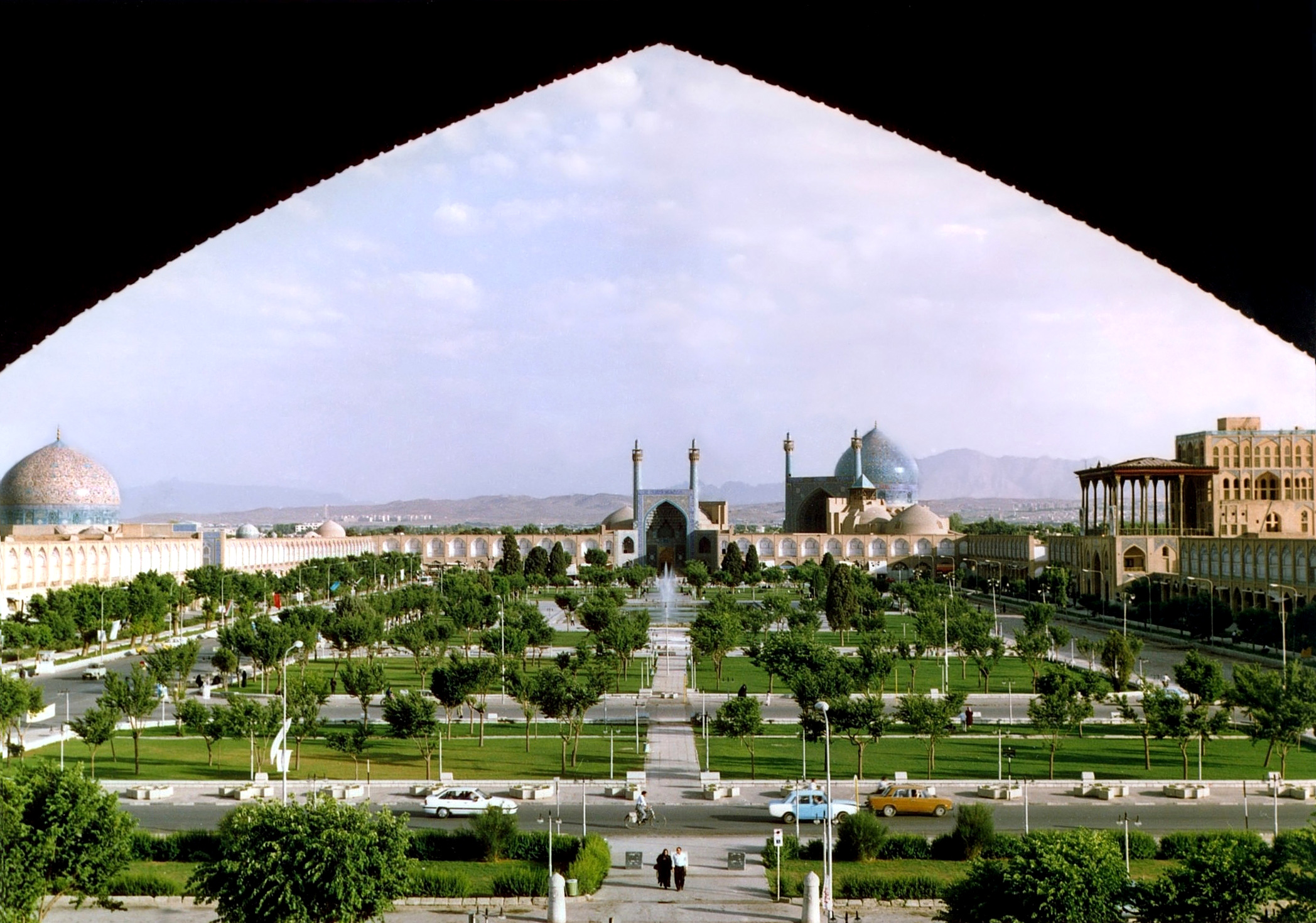
میدان نقش جهان

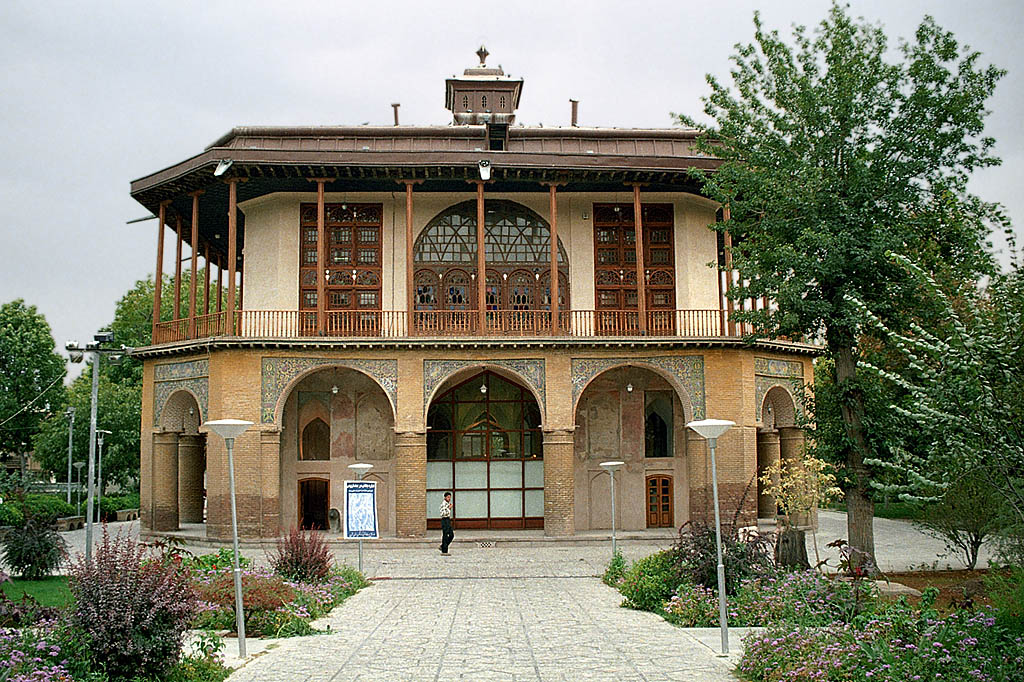
عمارت چهل ستون قزوین، محل استقرار دولت در زمان شاه طهماسب

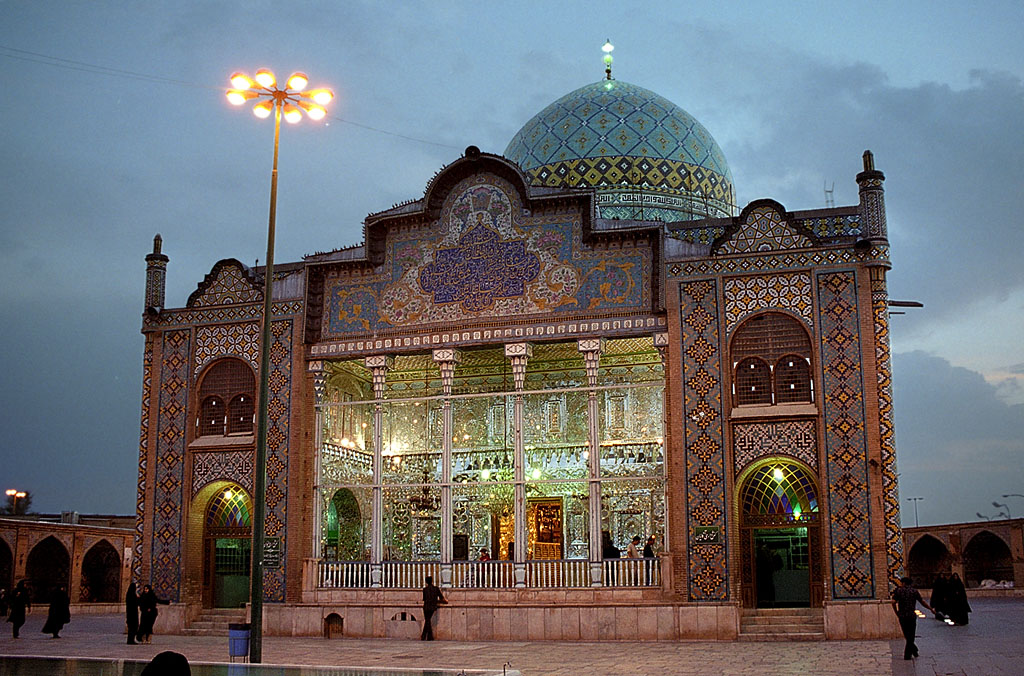
امامزاده شاهزاده حسین فرزند علی ابن موسی الرضا، ساخته شده به دست دختر شاه طهماسب، قزوین

تعداد بیشتری از عمارات دوران صفوی در مقایسه با بناهای دوران‌های دیگر ایران، باقی مانده است؛ با این وجود معماری دوران صفوی نسبت به معماری سلجوقی، ایلخانی و تیموری ناشناخته مانده است. چند عامل به تعیین این تناقض کمک می‌کند. یکی از این عوامل، عامل به‌ظاهر پیش پا افتادهٔ تعصب و پیشداوری است. عمارات زیبای دوران صفوی پیوسته تحسین بی چون و چرا در پی داشته، از این رو به سادگی در زمرهٔ طبقه‌بندی ناخوشایند جذابیت‌های توریستی قرار گرفته و به همین دلیل تعدادی از آنها به صورت جدی ارزیابی مفصل و محققانه نشده است. از طرف دیگر، می‌توان مستندات ناقض و ناکافی معماری صفوی را نیز ذکر کرد: یعنی کمبود نسبی مقاله‌ها، طراحی‌ها و رسالات علمی در این زمینه به جستارهای عموماً شتابزده انجامیده است. عامل مهم دیگر، بی حفاظی و در دسترس همگان بودن معدودی از بناهای مهم اصفهان است که این امکان دسترسی به‌آن‌ها باعث شده که در مقایسه با آثار غیر قابل دسترس اردبیل، ماهان، کرمان و مشهد به‌طور غیر منصفانه نا شناخته باقی بمانند. معنای این غفلت متناقض از آثار خلاقه و غنی این دوره، در این‌است که اصطلاح صفوی به‌منظور کاربرد آن در زمینهٔ معماری چندان وافی به‌مقصود نیست. هنوز نمی‌توان نوع خاصی از پلان کف، سازمان‌بندی فضایی، ترکیب بندی نمای پیشین، مقرنس، نیمرخ‌های قوسی یا طاق‌بندی را بدان اطلاق کرد.

## زمینه سیاسی
زمینه سیاسی این روزگار در نظر اول حاکی از اوضاع مطلوب برای برنامه‌ریزی‌های عظیم معماری است. هر کدام از شاهان صفوی سلطنت‌های بیست و پنج ساله یا بیشتر داشتند. این سلطنت‌های طولانی و ثبوت شرایط مطلوبی را برای عملیات مطمئن معماری پدیدمی‌آورد. اما این عملیات و اقدام‌ها به‌طور پراکنده صورت می‌گرفت چون تعدادی از این شاهان یعنی شاه اسماعیل اول و شاه تهماسب اول نتوانستند محرکهٔ لازم را از بالا تزریق کنند. به همین دلیل در فاصلهٔ بین سال‌های ۱۵۹۰–۱۵۰۰م کارهای معماری عظیمی در ایران صورت نپذیرفت، یعنی قرنی که از زمان ورود آل بویه به صحنهٔ سیاسی- در ایران بی‌سابقه بود.
این اوضاع با جلوس شاه عباس با پویائی تمام تغییر یافت، و دلیل آن هم بی تردید در اشتیاق خود شاه و درباریان او به بناسازی و عمارت‌پردازی بود. بعید نیست که رقبای قبیله‌ای و گروهی دربار صفوی بهانهٔ رقابت خویشتن را در برنامه‌ریزی‌های معماری یافته باشند. چنین می‌نماید که زنان در امر بناسازی چندان دست نداشته‌اند و زنانی که از برنامه‌های معماری حمایت کرده‌اند فقط به امر مدرسه‌سازی پرداخته‌اند. در خارج از محدودهٔ دربار، احتمالاً طبقه تجار هم با حمایت مالی خود تعداد زیادی بازار و حمام‌هایی را (در قزوین، کرمان، کاشان، قم، آمل (به غیر از خود اصفهان) بر پا کرده‌اند.

## کمیت و توزیع بناها
این امر نیز ارتباطی مستقیم با زمینهٔ سیاسی معماری دورهٔ صفوی دارد. می‌توان تعمیم‌هایی را دربارهٔ کمیت، توزیع، نوع و زمان‌بندی آنها صورت‌بندی کرد. کمیت ابنیه شاید عاملی عمده و ناقص نام‌های جغرافیایی مشکاتی، آثار زیادی را در مقایسه با سایر ادوار تاریخ ایران به دورهٔ صفوی نسبت داده است. گزارش‌های منتشر شده دربارهٔ بناهای اصفهان و یزد، نقصان و شمول آن را بر عمارات صفوی به ثبوت می‌رساند. بعید نیست که تعداد ۱۱۱ بنای صفوی که دکتر پیکت گزارش کرده نیمی از کل آثار واقعی این دوره باشد.

## سبک

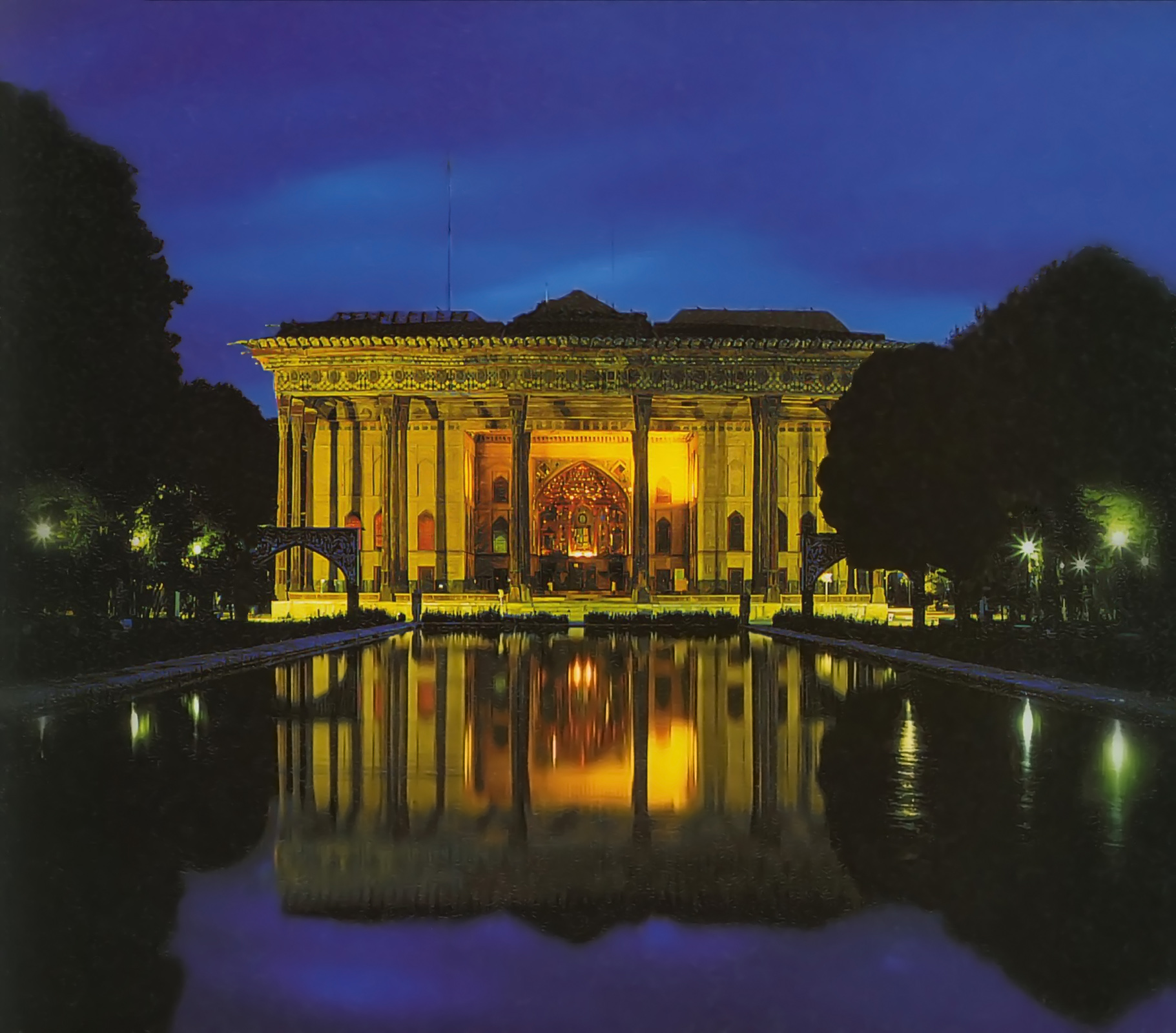
بنای چهل ستون اصفهان، دوره صفوی

بهتر آنست که سبک بناهای صفوی با توجه به کمیت و تنوع آن‌ها با تمرکز در سه ناحیه عمده بررسی و ارزیابی شود: ابنیه سده هفدهم اصفهان، آرامگاه‌های بزرگ، معماری غیر مذهبی سده هفدهم. بهترین معماری این دوره آنست که مفهومی منسجم از ارزش‌های فضائی دارد. این مفهوم تماشائی‌ترین وجه خود را در مناظر کلی به نمایش می‌گذارد که در آن هر بنائی بناهای مجاور را تکمیل می‌کنند. این مفهوم در سطح وسیعی از معماری منظرهای چهارباغ بیان شده یعنی جایی که به نظر می‌آیند و به‌طور سنجیده فرع بر منظره‌پردازی خیابان قرار گرفته‌اند. معماری صفوی محتاط است. این معماری با حجم‌ها و توده‌های عظیم سرو کار دارد و سطوح نرم و ساده را بر سطوح پیچیده و بغرنج ترجیح می‌دهد. طاق بندی که اساس و ذرات هر نوع معماری خط خمیده است، به جز در چند ساختمان زیارت گاهی نظیر ماهان، یکنواخت و تکرار شونده است. هنگامی که معمار دوره صفوی تردیدی می‌کرده، چند ردیف دیگر از کندوهای مقرنسی دیگر می‌ساخته است. گنبدهای دوره صفوی از الگوهای دوره تیموری و ایلخانی، نه جلوتر، پیروی کرده‌اند.